# أنسجة معدنية

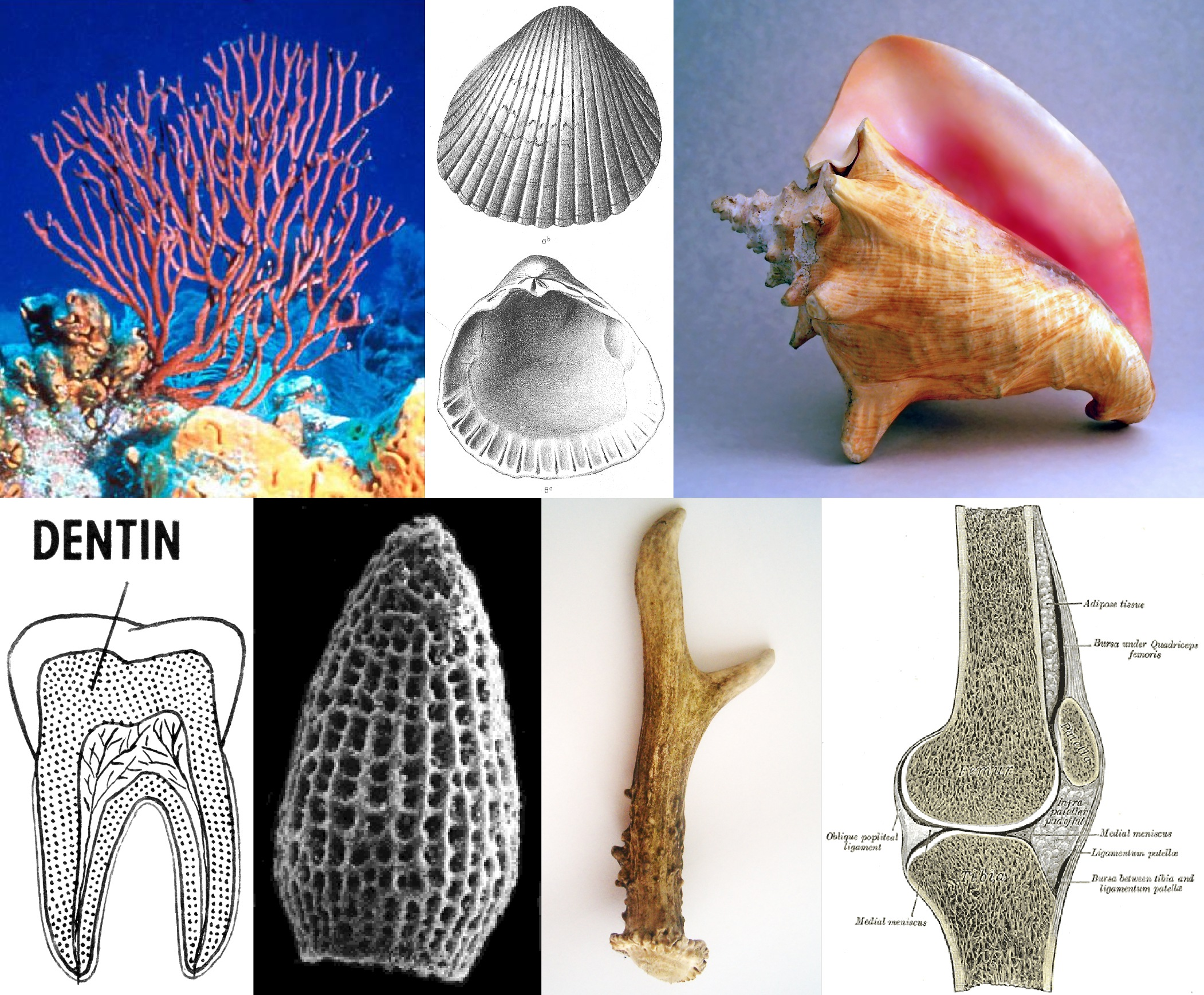
الأنسجة المعدنية: إسفنج البحر، أصداف البحر، المحارة، العاج، المشع، قرن الوعل، العظام.

الأنسجة المعدنية هيَ أنسجة بيولوجية تدمج المعادن في المصفوفات اللينة. عادة ما تشكل هذه الأنسجة درعًا واقيًا أو دعامة هيكلية. العظام، أصداف الرخويات، أنواع الإسفنج في أعماق البحار، الإسفنج سداسي الأشواك، الشَّعوعيات، الدياتومات، عظم القرن، الأوتار، الغضاريف، مينا الأسنان (الجزء الأكثر صلابة في الأسنان) والعاج (نسيج متكلّس في الأسنان) هيَ بعض الأمثلة على الأنسجة المعدنية.
ضُبطت هذه الأنسجة بدقة لتعزيز قدراتها الميكانيكية على مدى ملايين السنين من التطور. كانت الأنسجة المعدنية موضوع العديد من الدراسات نظرًا لوجود الكثير لنتعلمه من الطبيعة كما يتضح من مجال المحاكاة الحيوية (تقليد الطبيعة). التنظيم الهيكلي الرائع والخصائص الهندسية تجعل هذه الأنسجة مرشحة للتكرار بوسائل اصطناعية. تلهم الأنسجة المعدنية التصغير والقدرة على التكيف وتعدد الوظائف. بينما تتكون المواد الطبيعية من عدد محدود من المكونات، يمكن استخدام مجموعة متنوعة أكبر من كيمياء المواد لمحاكاة نفس الخصائص في التطبيقات الهندسية. ومع ذلك، فإنَ نجاح المحاكاة الحيوية يكمن في الاستيعاب الكامل لأداء وميكانيكا هذه الأنسجة الصلبة البيولوجية قبل تبديل المكونات الطبيعية بمواد اصطناعية للتصميم الهندسي.
تجمع الأنسجة المعدنية بين الصلابة والوزن المنخفض والقوة والمتانة بسبب وجود المعادن (الجزء غير العضوي) في شبكات وأنسجة البروتين اللينة (الجزء العضوي). هناك ما يقرب من 60 معدنًا مختلفًا يُنشأ من خلال العمليات البيولوجية، ولكن أكثرها شيوعًا هيَ كربونات الكالسيوم الموجودة في صدف الرخويات وهيدروكسيل أباتيت الموجود في الأسنان والعظام. على الرغم من أنَ المرء قد يعتقد أنَ المحتوى المعدني لهذه الأنسجة يمكن أن يجعلها هشة (قابلة للكسر)، فقد أظهرت الدراسات أنَ الأنسجة المعدنية أكثر صلابة من 1000 إلى 10000 مرة من المعادن التي تحتوي عليها. يكمن سر هذه القوة الأساسية في الطبقات المنظمة للأنسجة. بسبب هذه الطبقات، تُنقَل الأحمال والضغوط عبر عدة مقاييس طول، من الماكرو إلى المايكرو إلى النانو، مما يؤدي إلى تبديد الطاقة داخل الترتيب. وبالتالي فإنَ هذه المقاييس أو الهياكل الهرمية قادرة على توزيع الضرر ومقاومة التشقق. كان هناك نوعان من الأنسجة البيولوجية هدفًا لتحقيقات مكثفة، وهما عرق اللؤلؤ من أصداف الرخويات والعظام، وكلاهما مركبات طبيعية عالية الأداء. تستخدم العديد من التقنيات الميكانيكية والتصويرية مثل: المسافة البادئة النانوية ومجهر القوة الذرية لتوصيف هذه الأنسجة. على الرغم من أنَ درجة كفاءة الأنسجة الصلبة البيولوجية لا مثيل لها حتى الآن من قبل أي مركبات خزفية من صنع الإنسان، إلا أنَ بعض التقنيات الجديدة الواعدة لتوليفها قيد التطوير حاليًا. لا تتطور جميع الأنسجة المعدنية من خلال العمليات الفسيولوجية الطبيعية وهيَ مفيدة للكائن الحي. على سبيل المثال، تحتوي حصوات الكلى على أنسجة معدنية تطور من خلال العمليات المرضية. وبالتالي، فإن التمعدن الحيوي هوَ عملية مهمة لفهم كيفية حدوث هذه الأمراض.ُ

## تطور
كان تطور الأنسجة المعدنية محيرًا لأكثر من قرن. وقد افترض أنَ الآلية الأولى لتمعدن الأنسجة الحيوانية بدأت إما في الهيكل العظمي الفموي لمخروطيات الأسنان أو الهيكل العظمي الجلدي للافكيات. الهيكل العظمي الجلدي هوَ مجرد عاج سطحي وعظم قاعدي، والذي يُغَطّى أحيانًا بواسطة المينا. يعتقد أنَ الهيكل العظمي الجلدي أصبح في النهاية قشور، وهيَ متماثلة مع الأسنان. شوهدت الأسنان لأول مرة في الأسماك الغضروفية وكانت مصنوعة من جميع المكونات الثلاثة للهيكل العظمي الجلدي، وهيَ العاج والعظام القاعدية والمينا. طورت آلية التمعدن لأنسجة الثدييات لاحقًا في اشعاعيات الزعانف وحميات الزعانف أثناء تطور الأسماك العظمية. من المتوقع أن يوفر التحليل الجيني للافكيات مزيدًا من التبصر في تطور الأنسجة المعدنية ويوضح الأدلة من السجلات الأحفورية المبكرة.

## هيكل هرمي
الهياكل الهرمية هيَ ميزات مميزة تظهر عبر مقاييس الطول المختلفة. لفهم كيف يساهم الهيكل الهرمي للأنسجة المعدنية في خصائصها الرائعة، وصفت تلك الخاصة بالصدف والعظام أدناه. الهياكل الهرمية هيَ سمة من سمات علم الأحياء وتظهر في جميع المواد الهيكلية في علم الأحياء مثل: العظام وعرق اللؤلؤ من الصدف.

### عرق اللؤلؤ
عرق اللؤلؤ لديه عدة مستويات هيكلية هرمية.

#### مقياس كلي
تحمي بعض أصداف الرخويات نفسها من الحيوانات المفترسة باستخدام نظام من طبقتين، أحدهما عرق اللؤلؤ. يشكل عرق اللؤلؤ الطبقة الداخلية بينما الطبقة الخارجية الأخرى مصنوعة من الكالسيت (معدن كربوناتي). هذا الأخير صعب وبالتالي يمنع أي اختراق من خلال القشرة، لكنه عرضة للفشل الهش. من ناحية أخرى، يكون عرق اللؤلؤ أكثر ليونة ويمكنه تحمل التشوهات غير المرنة، مما يجعله أكثر صلابة من الغلاف الخارجي الصلب (الكالسيت). المعدن الموجود في الصدف هوَ الأراجونيت، كربونات الكالسيوم (CaCO3)، ويحتل 95% من الحجم. عرق اللؤلؤ أكثر صلابة 3000 مرة من الأراجونيت وهذا له علاقة بالمكون الآخر، المكون الذي يشغل 5% من الحجم، وهوَ البوليمرات الحيوية العضوية الأكثر ليونة. علاوة على ذلك، تحتوي طبقة عرق اللؤلؤ أيضًا على بعض خيوط المواد الأضعف التي تسمى خطوط النمو التي يمكن أنَ تحرف الشقوق.

#### مقياس مجهري
يمكن تخيل المقياس المجهري من خلال جدار ثلاثي الأبعاد من الطوب وقذائف الهاون. الطوب يتكون من طبقات بسمك 0.5 ميكرومتر من أقراص الأراجونيت المجهرية المضلعة التي يبلغ قطرها حوالي 5-8 ميكرومتر. ما يربط الطوب معًا هوَ قذائف الهاون وفي حالة عرق اللؤلؤ، فإنَ المادة العضوية 20-30 نانومتر هيَ التي تلعب هذا الدور. على الرغم من أنَ هذه الأقراص عادة ما وُضحت على أنها صفائح مسطحة، فقد أظهرت تقنيات الفحص المجهري المختلفة أنها متموجة بطبيعتها بسعات تصل إلى نصف سمك القرص. يلعب هذا التموج دورًا مهمًا في كسر عرق اللؤلؤ؛ لأنه سيقفل الأقراص تدريجيًا عندما تتفكك ويتحفز التصلب.

#### مقياس نانوي
تمثل الواجهة السميكة التي يبلغ سمكها 30 نانومتر بين الأقراص التي تربطها معًا وحبيبات الأراجونيت المكتشفة عن طريق المسح المجهري الإلكتروني الذي تصنع منه الأقراص نفسها معًا مستوى هيكليًا آخر. المادة العضوية "الإلتصاق" بالأقراص معًا مصنوعة من البروتينات والكيتين.
للتلخيص، على المقياس الكلي، تمثل القشرة وطبقتيها (عرق اللؤلؤ والكالسيت) والخيوط الأضعف داخل عرق اللؤلؤ ثلاثة هياكل هرمية. على المقياس المجهري، تعد طبقات الجهاز اللوحي المكدسة والواجهة المتموجة بينهما هيكلين هرميين آخرين. أخيرًا، على المقياس النانوي، فإنَ المادة العضوية المتصلة بين الأقراص وكذلك الحبوب التي صنعت منها هيَ الهيكل الهرمي السادس الأخير في عرق اللؤلؤ.

## عظم
مثل عرق اللؤلؤ والأنسجة المعدنية الأخرى، فإن العظام لها بنية هرمية تتشكل أيضًا من خلال التجميع الذاتي للمكونات الأصغر. المعدن الموجود في العظام (المعروف باسم معدن العظام) هوَ هيدروكسيل أباتيت مع الكثير من أيونات الكربونات، في حين أنَ الجزء العضوي يتكون في الغالب من الكولاجين وبعض البروتينات الأخرى. يمتد الهيكل الهرمي للعظام إلى تسلسل هرمي ثلاثي المستويات لجزيء الكولاجين نفسه. تشير مصادر مختلفة إلى أعداد مختلفة من المستوى الهرمي في العظام، وهيَ مادة بيولوجية معقدة. أنواع الآليات التي تعمل على مقاييس طول هيكلية مختلفة لم تتحدد بشكل صحيح بعد.

### مقياس كلي
العظام المدمجة والعظام الإسفنجية على مقياس من عدة ملليمترات إلى 1 سنتيمتر أو أكثر.

### مقياس مجهري
هناك نوعان من الهياكل الهرمية على المجهرية. الأول، بمقياس من 100 ميكرومتر إلى 1 مليمتر، يقع داخل العظم المضغوط حيث يمكن تمييز وحدات أسطوانية تسمى وحدة العظم والدعامات الصغيرة. الهيكل الهرمي الثاني، البنية الفوقية، بمقياس من 5 إلى 10 ميكرومتر، هوَ الهيكل الفعلي الخاص بوحدة العظم والدعامات الصغيرة.

### مقياس نانوي
هناك أيضا هيكلان هرميان على المقياس النانوي. الأول، هوَ الهيكل داخل البنية التحتية التي هيَ الألياف والفضاء خارج الليفية بمقياس عدة مئات من النانومترات. والثاني، هوَ المكونات الأولية للأنسجة المعدنية بمقياس عشرات النانومترات. المكونات هيَ البلورات المعدنية الهيدروكسيل أباتيت، وجزيئات الكولاجين الأسطوانية، والجزيئات العضوية مثل: الدهون والبروتينات، وأخيرًا الماء. الهيكل الهرمي المشترك بين جميع الأنسجة المعدنية هوَ مفتاح أدائها الميكانيكي.

## مكون معدني
المعدن هوَ المكون غير العضوي للأنسجة المعدنية، هذا المكون هوَ ما يجعل الأنسجة أكثر صلابة وصلابة. هيدروكسيل أباتيت، كربونات الكالسيوم، السيليكا، أكسالات الكالسيوم، ويتلوكايت، ويورات أحادية الصوديوم هيَ أمثلة على المعادن الموجودة في الأنسجة البيولوجية. في أصداف الرخويات،نقلت هذه المعادن إلى موقع التمعدن في الحويصلات داخل الخلايا المتخصصة. على الرغم من أنها في مرحلة معدنية غير متبلورة أثناء وجودها داخل الحويصلات، إلا أنَ المعدن يزعزع استقراره أثناء مروره خارج الخلية ويتبلور. في العظام، أظهرت الدراسات أن فوسفات الكالسيوم ينوي داخل منطقة ثقب ألياف الكولاجين ثم ينمو في هذه المناطق حتى يحتل أقصى مساحة.

## مكون عضوي
يتكون الجزء العضوي من الأنسجة المعدنية من البروتينات. في العظام على سبيل المثال، الطبقة العضوية هيَ بروتين الكولاجين. تختلف درجة المعادن في الأنسجة المعدنية ويحتل المكون العضوي حجمًا أصغر مع زيادة صلادة (صلابة) الأنسجة. ومع ذلك، بدون هذا الجزء العضوي، ستكون المادة البيولوجية هشة وتنكسر بسهولة. وبالتالي، فإنَ المكون العضوي للأنسجة المعدنية يزيد من صلابتها. علاوة على ذلك، فإنَ العديد من البروتينات هيَ منظمات في عملية التمعدن. أنها تعمل في التنوي أو تثبيط تشكيل الهيدروكسيل أباتيت. على سبيل المثال، من المعروف أنَ المكون العضوي في عرق اللؤلؤ يقيد نمو الأراجونيت. بعض البروتينات التنظيمية في الأنسجة المعدنية هيَ أوستونيكتين، أوستيوبونتين، أوستيوكالسين، بروتين سيالو العظام وعاج فوسفوفورين. في عرق اللؤلؤ، يكون المكون العضوي مساميًا، مما يسمح بتكوين جسور معدنية مسؤولة عن نمو وترتيب الأقراص العرقية اللؤلؤية.

## تشكيل المعادن
إنَ فهم تكوين الأنسجة البيولوجية أمر لا مفر منه من أجل إعادة بنائها بشكل صحيح بشكل مصطنع، حتى لو بقيت الأسئلة في بعض الجوانب ولم تُحدد آلية تمعدن العديد من الأنسجة المعدنية، فهناك بعض الأفكار حول صدفة الرخويات والعظام وقنفذ البحر.

### صدفة رخوي
العناصر الهيكلية الرئيسية المشاركة في عملية تكوين صدف الرخويات هيَ: هلام الحرير الكارهة للماء، والبروتين الغني بحمض الأسبارتيك، ودعم الكيتين. هلام الحرير هوَ جزء من أجزاء البروتين ويتكون أساسًا من الجلايسين والألانين. إنه ليس هيكلا مرتبًا. تلعب البروتينات الحمضية دورًا في تكوين الأوراق. الكيتين مرتب للغاية وهوَ إطار المصفوفة. العناصر الرئيسية للعام هيَ:
1. يملأ هلام الحرير المصفوفة المراد تمعدنها قبل حدوث التمعدن.[17]
2. يحدد الكيتين عالي الترتيب اتجاه البلورات.[17]
3. مكونات المصفوفة مميزة مكانيًا.[17]
4. كربونات الكالسيوم غير المتبلورة هيَ الشكل الأول من المعدن.[17]
5. بمجرد أن تبدأ التنوي في المصفوفة، تتحول كربونات الكالسيوم إلى بلورات.[17]
6. بينما تنمو البلورات، فإنَ بعض البروتينات الحمضية تحاصر داخلها.[17]

### عظم
في العظام، يبدأ التمعدن من محلول غير متجانس يحتوي على أيونات الكالسيوم والفوسفات. النوى المعدنية، داخل منطقة ثقب ألياف الكولاجين، كطبقات رقيقة من فوسفات الكالسيوم، والتي تنمو بعد ذلك لتحتل أقصى مساحة متاحة هناك. لا تزال آليات ترسب المعادن داخل الجزء العضوي من العظام قيد التحقيق. هناك اقتراحات محتملة هيَ أنَ التنوي إما بسبب ترسيب محلول فوسفات الكالسيوم، الناجم عن إزالة المثبطات البيولوجية أو يحدث بسبب تفاعل البروتينات المرتبطة بالكالسيوم.

### جنين قنفذ بحر
اُستخدام جنين قنفذ البحر على نطاق واسع في دراسات علم الأحياء التنموي. تشكل اليرقات هيكلاً داخليًا متطورًا يتكون من شبيكتين. كل واحدة منهم هيَ بلورة واحدة من الكالسيت المعدنية. هذا الأخير هوَ نتيجة لتحويل كربونات الكالسيوم غير المتبلورة إلى شكل أكثر استقرارًا. لذلك، هناك مرحلتان معدنيتان في تكوين شبيكة اليرقات.

## واجهة عضوية-غير عضوية
تشارك واجهة البروتين المعدني مع قوى الالتصاق الأساسية في خصائص تقوية الأنسجة المعدنية. التفاعل في الواجهة العضوية-غير العضوية مهم لفهم خصائص التشديد هذه.
في الواجهة، هناك حاجة إلى قوة كبيرة جدًا (>6-5 nN) لسحب جزيئات البروتين بعيدًا عن معدن الأراجونيت في عرق اللؤلؤ، على الرغم من حقيقة أنَ التفاعلات الجزيئية غير مرتبطة. تقوم بعض الدراسات بإجراء تحليل باستخدام طريقة العناصر المنتهية للتحقيق في سلوك الواجهة. أظهر نموذج أنه أثناء التوتر، يلعب إجهاد الظهر الناجم أثناء التمدد البلاستيكي للمادة دورًا كبيرًا في تصلب الأنسجة المعدنية. بالإضافة إلى ذلك، فإنَ الأسبيرات النانوية الموجودة على أسطح الألواح توفر مقاومة للانزلاق بين الصفائح وبالتالي تقوية المادة. أظهرت دراسة طوبولوجيا السطح أنَ قفل الأقراص التدريجي وتصلبها، وهوَ أمر ضروري لنشر التشوهات الكبيرة على كميات كبيرة، حدث بسبب تموج الأقراص.

## أنسجة معدنية مريضة
في الفقاريات، لا تتطور الأنسجة المعدنية من خلال العمليات الفسيولوجية الطبيعية فحسب، بل يمكن أيضًا أنَ تشارك في العمليات المرضية. بعض المناطق المريضة التي تشمل ظهور الأنسجة المعدنية تشمل لويحات تصلب عصيدي (أحد أنماط تصلب الشرايين). التكلس الورمي، التهاب الجلد والعضلات الشبابي، حصوات الكلى واللعاب. تحتوي جميع الرواسب الفسيولوجية على الهيدروكسيل أباتيت المعدني أو واحد مشابه له. تستخدم تقنيات التصوير مثل: التحليل الطيفي بالأشعة تحت الحمراء لتوفير معلومات عن نوع الطور المعدني والتغيرات في تكوين المعادن والمصفوفة المشاركة في المرض. أيضًا، خلايا كلاستك هيَ الخلايا التي تسبب ارتشاف الأنسجة المعدنية. إذا كان هناك عدم توازن في خلايا كلاستك، فإنَ هذا سوف يعطل النشاط الإرتشافي ويسبب الأمراض. واحدة من الدراسات التي تنطوي على الأنسجة المعدنية في طب الأسنان هيَ على المرحلة المعدنية من العاج من أجل فهم تغييرها مع الشيخوخة. تؤدي هذه التعديلات إلى العاج "الشفاف"، والذي يسمى أيضًا التصلب. وقد تبين أنَ آلية "الذوبان وإعادة الترسيم" تسود تشكيل العاج الشفاف. يمكن العثور على أسباب وعلاجات هذه الحالات من خلال مزيد من الدراسات حول دور الأنسجة المعدنية المعنية.

## مواد مستوحاة بيولوجيًا
أدت الخصائص الجذابة للأنسجة المعدنية مثل: عرق اللؤلؤ والعظام إلى إنشاء عدد كبير من مواد المحاكاة الحيوية. على الرغم من أنه يمكن إجراء تحسينات، إلا أنَ هناك العديد من التقنيات المستخدمة لتقليد هذه الأنسجة. تُوصَف بعض التقنيات الحالية هنا لتقليد عرق اللؤلؤ.

الصورة المجهرية الإلكترونية للمسح الضوئي بالألوان المعتمدة على الكثافة لتكلس القلب والأوعية الدموية، تظهر في جزيئات كروية فوسفات الكالسيوم البرتقالية (مادة أكثر كثافة)، وباللون الأخضر، المصفوفة خارج الخلية (مادة أقل كثافة).[24]

### مواد نموذجية واسعة النطاق
يعتمد نموذج المواد واسع النطاق على حقيقة أنَ انحراف الكراك هوَ مقياس حد المتانة لعرق اللؤلؤ. يحدث هذا الانحراف بسبب ضعف الواجهات بين بلاط الأراجونيت. تستخدم الأنظمة الموجودة على المقاييس العيانية لتقليد واجهات هذا الأسبوع مع أقراص السيراميك المركبة ذات الطبقات التي جُمعت معًا بواسطة واجهة ضعيفة "الغراء". وبالتالي، يمكن لهذه النماذج واسعة النطاق التغلب على هشاشة السيراميك. نظرًا لأن الآليات الأخرى مثل: قفل الجهاز اللوحي ونشر الضرر تلعب أيضًا دورًا في صلابة عرق اللؤلؤ، أيضًا اُبتكرت مجموعات نماذج أخرى مستوحاة من تموج البنية المجهرية لعرق اللؤلؤ على نطاق واسع.

### تمبلية الجليد
تمبلية الجليد هيَ طريقة جديدة تستخدم فيزياء تكوين الجليد لتطوير مادة هجينة متعددة الطبقات. في هذا النظام، تُجمَّد جزيئات السيراميك في تعليق مركز باستخدام حركية التجميد التي يُتحكم بها بعناية. نتيجة لذلك، يمكن صنع سقالة متجانسة مسامية، والتي تُملأ بعد ذلك بمرحلة عضوية أو غير عضوية ثانية لبناء مركبات ذات طبقات كثيفة.

### ترسيب طبقة تلو الأخرى
الترسيب طبقة تلو الأخرى هوَ تقنية كما يوحي اسمها تتكون من تجميع طبقة تلو الأخرى لصنع مركبات متعددة الطبقات مثل عرق اللؤلؤ. تتضمن بعض الأمثلة على الجهود المبذولة في هذا الاتجاه طبقات متناوبة من المكونات الصلبة واللينة ل TiN/Pt مع نظام شعاع أيوني. لا تحتوي المادة المؤلفة التي تصنعها تقنية الترسيب المتسلسل هذه على بنية مجهرية مجزأة الطبقات. وبالتالي، اقتُرِح الامتزاز المتسلسل للتغلب على هذا القيد ويتكون من امتصاص الشوارد بشكل متكرر وشطف الأقراص، مما ينتج عنه طبقات متعددة.

### ترسيب الأغشية الرقيقة: هياكل دقيقة
يركز ترسيب الأغشية الرقيقة على إعادة إنتاج البنية المجهرية عبر الصفائح للمحارة بدلًا من محاكاة البنية الطبقية لعرق اللؤلؤ باستخدام الأنظمة الكهروميكانيكية الصغرى. من بين قذائف الرخويات، تتمتع قشرة المحارة بأعلى درجة من التنظيم الهيكلي. اُستبدال الأراجونيت المعدني والمصفوفة العضوية بِسيليكون بلوري ومقاومة للضوء. ترسب الأنظمة الكهروميكانيكية الصغرى بشكل متكرر طبقة رقيقة من السيليكون. حُفرت الواجهات عن طريق النقش الأيوني التفاعلي ثم مُلئت بمقاومة الضوء. هناك ثلاثة أفلام مودعة على التوالي. على الرغم من أنَ تقنية الأنظمة الكهروميكانيكية الصغرى باهظة الثمن وتستغرق وقتًا أطول، إلا أنَ هناك درجة عالية من التحكم في التشكل ويمكن إجراء أعداد كبيرة من العينات.

### تجميع ذاتي
تحاول طريقة التجميع الذاتي إعادة إنتاج ليس فقط الخصائص، ولكن أيضًا معالجة السيراميك الحيوي. في هذه العملية، اُستخدامت المواد الخام المتاحة بسهولة في الطبيعة لتحقيق رقابة صارمة على النواة والنمو. يحدث هذا التنوي على سطح اصطناعي مع بعض النجاح. تحدث هذه التقنية في درجة حرارة منخفضة وفي بيئة مائية. تشكل الأفلام ذاتية التجميع قوالب تؤثر على نواة مراحل السيراميك. الجانب السلبي لهذه التقنية هوَ عدم قدرتها على تشكيل بنية مجهرية مجزأة الطبقات. التجزئة هيَ خاصية مهمة للصدف تستخدم لانحراف الشقوق في مرحلة السيراميك دون كسرها. نتيجة لذلك، لا تحاكي هذه التقنية الخصائص المجهرية للصدف خارج بنية الطبقات العضوية / غير العضوية وتتطلب مزيدًا من التحقيق.

## مستقبل
زادت الدراسات المختلفة من التقدم نحو فهم الأنسجة المعدنية. ومع ذلك، لا يزال من غير الواضح ما هيَ الميزات الدقيقة / النانوية الضرورية لأداء المواد لهذه الأنسجة. كما أنَ القوانين التأسيسية على طول مسارات التحميل المختلفة للمواد غير متوفرة حاليًا. بالنسبة لعرق اللؤلؤ، يتطلب دور بعض الحبوب النانوية والجسور المعدنية مزيدًا من الدراسات لتتحدد بالكامل. تعتمد المحاكاة الحيوية الناجحة لأصداف الرخويات على اكتساب مزيد من المعرفة بكل هذه العوامل، وخاصة اختيار المواد المؤثرة في أداء الأنسجة المعدنية. كما يجب أنَ تكون التقنية النهائية المستخدمة للتكاثر الاصطناعي فعالة من حيث التكلفة وقابلة للتطوير صناعيًا.

## ببليوغرافيا
- T.G. Bromage (1991). "Issues related to mineralized tissue biology in human evolutionary research". Human Evolution. ج. 6 ع. 12: 165–174. DOI:10.1007/BF02435617. S2CID:83595216.
- Neuendorf R.E.؛ Saiz E.؛ Pearce E.I.؛ Tomsia A.P. & R.O. Ritchie (2008). "Adhesion between biodegradable polymers and hydroxyapatite: Relevance to synthetic bone-like materials and tissue engineering scaffolds" (PDF). Acta Biomaterialia. ج. 4 ع. 5: 1288–1296. DOI:10.1016/j.actbio.2008.04.006. PMID:18485842. مؤرشف من الأصل (PDF) في 2023-03-17.
- Kruzic J.J. & R.O. Ritchie (2007). "Fatigue of mineralized tissues: Cortical bone and dentin" (PDF). Mechanical Behavior of Biomedical Materials. ج. I ع. 1: 3–17. DOI:10.1016/j.jmbbm.2007.04.002. PMID:19627767. مؤرشف من الأصل (PDF) في 2023-03-17.
- Belcherab A.M.؛ Hansmad P.K.؛ Stuckyac G.D. & D.E. Morsebe (1998). "First steps in harnessing the potential of biomineralization as a route to new high-performance composite materials". Acta Materialia (abstract). ج. 46 ع. 3: 733–736. DOI:10.1016/S1359-6454(97)00253-X.
- Jäger I. & P. Fratzl (2000). "Mineralized Collagen Fibrils: A Mechanical Model with a Staggered Arrangement of Mineral Particles". Biophysical. ج. 79 ع. 4: 1737–1746. Bibcode:2000BpJ....79.1737J. DOI:10.1016/S0006-3495(00)76426-5. PMC:1301068. PMID:11023882.
- Fantner G.E.؛ Hassenkam T.؛ Kindt J.H.؛ Weaver J.C.؛ Birkedal H.؛ Pechenik L.؛ Cutroni J.A.؛ Cidade G.A.G.؛ Stucky G.D.؛ Morse D.E. & P.K. Hansma (2005). "Sacrificial bonds and hidden length dissipate energy as mineralized fibrils separate during bone fracture". Nature Materials. ج. 4 ع. 8: 612–616. Bibcode:2005NatMa...4..612F. DOI:10.1038/nmat1428. PMID:16025123. S2CID:20835743.
- Yao W.؛ Cheng Z.؛ Koester K.J.؛ Ager J.W.؛ Balooch M.؛ Pham A.؛ Chefo S.؛ Busse C.؛ Ritchie R.O. & N.E. Lane (2007). "The degree of bone mineralization is maintained with single intravenous bisphosphonates in aged estrogen-deficient rats and is a strong predictor of bone strength" (PDF). Bone. ج. 41 ع. 5: 804–812. DOI:10.1016/j.bone.2007.06.021. PMC:3883569. PMID:17825637. مؤرشف من الأصل (PDF) في 2023-03-17.
- Nakamura H.K.؛ Chiou W.-A.؛ Saruwatari L.؛ Aita H. & T. Ogawa (2005). "The Microstructure of Mineralized Tissue on Titanium Implant Interface". Microscopy and Microanalysis. ج. 11: 184–185. DOI:10.1017/S143192760550833X.
- U. Ripamonti (2003). "Sculpturing the architecture of mineralized tissues: soluble, insoluble and geometric signals" (PDF). European Cells & Materials. ج. 5: 29–30. مؤرشف من الأصل (PDF) في 2016-03-04.
- M.H. Shamos (1965). "The Origin of Bioelectric Effects in Mineralized Tissues". Dental Research. ج. 44 ع. 6: 1114–1115. DOI:10.1177/00220345650440060901. PMID:5216237. S2CID:45177549.
- J. Currey (2001). "Biomaterials: Sacrificial bonds heal bone". Nature. ج. 414 ع. 6865: 699. Bibcode:2001Natur.414..699C. DOI:10.1038/414699a. PMID:11742376. S2CID:4387468.
- Vinn, O., ten Hove, H.A. and Mutvei, H. (2008). "Ultrastructure and mineral composition of serpulid tubes (Polychaeta, Annelida)". Zoological Journal of the Linnean Society. ج. 154 ع. 4: 633–650. DOI:10.1111/j.1096-3642.2008.00421.x. مؤرشف من الأصل في 2021-04-27. اطلع عليه بتاريخ 2014-01-09.{{استشهاد بدورية محكمة}}:  صيانة الاستشهاد: أسماء متعددة: قائمة المؤلفين (link)
- Vinn, O. (2013). "Occurrence, Formation and Function of Organic Sheets in the Mineral Tube Structures of Serpulidae (Polychaeta, Annelida)". PLOS ONE. ج. 8 ع. 10: e75330. Bibcode:2013PLoSO...875330V. DOI:10.1371/journal.pone.0075330. PMC:3792063. PMID:24116035.